# Bruno Buchmayr
Bruno Buchmayr (* 17. März 1954 in Leoben; † 8. Februar 2021 ebenda) war ein österreichischer Werkstoffwissenschaftler und emeritierter Hochschullehrer.
Von 1. Februar 2003 bis zu seiner Pensionierung 2019 war er Professor für Umformtechnik an der Montanuniversität Leoben.

## Leben und Wirken
Bruno Buchmayr wurde am 17. März 1954 in Leoben geboren und besuchte nach der Pflichtschule die HTL Kapfenberg (1968–1973). Nach seiner dortigen Matura und der Absolvierung seines Präsenzdienstes beim Bundesheer inskribierte er im Wintersemester 1974/75 für die Studienrichtung Werkstoffwissenschaften an der damals noch Montanistischen Hochschule in Leoben. Nach dem Abschluss seines Studiums im Juni 1980 war er von August 1980 bis Oktober 1983 als Vertragsassistent am Institut für Metallkunde und Werkstoffprüfung angestellt. Bereits während seiner Studienzeit war Buchmayr als Studienassistent am Institut für angewandte Mathematik tätig gewesen. Im Dezember 1983 promovierte er unter Hellmut Fischmeister mit seiner Dissertation mit dem Thema Analyse des Ermüdungs- und Kriechverhaltens der Nickelbasislegierung IN738LC im Einsatz für Turbinenschaufeln bei Gasturbinen zum Dr. mont. Bereits rund zwei Monate zuvor war er als Vertragsassistent an das Institut für Werkstoffkunde und Schweißtechnik der Technischen Universität Graz gewechselt. Seine dortige Zeit als Vertragsassistent endete im März 1984, ehe er ab April 1984 zum Universitätsassistenten bestellt wurde. Durch ein Erwin-Schrödinger-Auslandsstipendium des Fonds zur Förderung der wissenschaftlichen Forschung hatte er in den Jahren 1988 bis 1989 einen Gastaufenthalt an der McMaster University in Hamilton, Ontario, Kanada.
1991 erhielt er die Lehrberechtigung für Werkstoffkunde und Schweißtechnik an der TU Graz und startete noch im Juli 1991 das von ihm geleitete und sehr erfolgreiche Christian Doppler Labor für Computermodellierung werkstoffkundlicher Vorgänge und Verarbeitungstechnologien, das bis zum August 1998 lief. Nebenberuflich war Buchmayr zudem von 1990 bis 1999 bei der in Graz ansässigen MAT WELD SOFT – Werkstoff- und Schweißtechnische Software GmbH als Geschäftsführer tätig. Nachdem er bis März 1990 als Universitätsassistent in Erscheinung getreten war, agierte er ab April 1990 als wissenschaftlicher Mitarbeiter an der TU Graz. Mit 1. Oktober 1997 erhielt er die außerordentliche Professur am Institut für Werkstoffkunde, Schweißtechnik und Spanlose Formgebungsverfahren an der Grazer TU. Nachdem er bis 1998 sein eigenes CD-Labor geleitet hatte, war er in der Folgezeit an der Entstehung von Kompetenzzentren wie dem Materials Center Leoben (MCL) beteiligt. In diesem war er seit seiner Gründung 1999 als key-researcher tätig. Ebenso beteiligt war er an der Gründung des Kompetenzzentrums Virtual Vehicle Research (davor auch Kompetenzzentrum – Das virtuelle Fahrzeug Forschungsgesellschaft mbH (vif)) in Graz im Jahr 2002. In dem Gebiet der computerbasierenden Modellierung von Werkstoffen bei der Produktion und im Einsatz gehörte Buchmayr zu den Pionieren. Sein Buch Computer in der Werkstoff- und Schweißtechnik: Anwendung von mathematischen Modellen, das gleichzeitig auch seine Habilitationsschrift (1991) war, gilt bis heute als eines der meistgelesenen Bücher in diesem Bereich. Mit dem 2002 erschienenen Werk Werkstoff- und Produktionstechnik mit Mathcad-Modellierung und Simulation in Anwendungsbeispielen brachte er ein weiteres wichtiges Lehrbuch in diesem Gebiet heraus.
Mit 1. Februar 2003 erfolgte seine Berufung zum Professor für Umformtechnik an seine Alma Mater, die Montanuniversität Leoben. Sein Büro hatte Buchmayr dabei im in den 1950er Jahren errichteten Rittingergebäude hinter dem Hauptgebäude der Montanuniversität. Seinen bisherigen wissenschaftlichen Schwerpunkt setzte Buchmayr auch als Hochschullehrer in Leoben fort, indem er mehrere Bereiche im Gebiet der Umformtechnik miteinander verknüpfte und unter anderem den 3D-Druck für Metalle an die Montanuniversität brachte. Des Weiteren bemühte er sich stets die Digitalisierung an der Montanuniversität Leoben zu verankern. Über 15 Jahre lang war Buchmayr Senatsmitglied der Christian Doppler Forschungsgesellschaft mit Sitz in Wien und Beirat im Bundesministerium bezüglich der Förderschiene Produktion der Zukunft (Österreichische Forschungsförderungsgesellschaft). Nebenbei war er während seiner dortigen Laufbahn ein Wegbereiter diverser CD-Labors an seiner Alma Mater. Ebenfalls mehr als 15 Jahre lang war er im Vorstand der ASMET und Mitbegründer des Fachausschusses Umformtechnik. Zeitlebens veröffentlichte Buchmayr über 240 Publikationen und betreute 28 Doktoranden.
Im Laufe seines Wirkens in Leoben zeigte er sich für eine Vielzahl zukunftsorientierter Lehrveranstaltungen verantwortlich, war aber auch als Organisator an verschiedenen Ausstellungen beteiligt; so etwa von 11. April bis 22. April 2012 bei der Ausstellung Moderne Fertigungstechniken am Beispiel des Automobils oder von 12. September bis 22. Oktober 2016 bei der Ausstellung Faszination Raumfahrt (beide in der Kunsthalle Leoben). Als Organisator trat er auch an zahlreichen nationalen und internationalen Tagungen in Erscheinung und zeigte auch eine rege Vereinstätigkeit, wie etwa in der Wissenschaftlichen Gesellschaft für Produktionstechnik mit Sitz in Berlin, der er von 2015 bis 2017 auch als Präsident vorstand. Neben seinen wissenschaftlichen Leistungen pflegte Buchmayr auch stets sehr enge Kontakte zur heimischen Industrie, mit der er im Laufe seines Wirkens vielfach zusammenarbeitete. So wurde etwa das von ihm auf Basis physikalischer Grundlagen entwickelte Modell des thermo-mechanischen Walzens über Prozessmodellierungen weltweit erstmalig zur Onlinesteuerung von Walzprozessen an der Breitbandstraße der voestalpine in Linz und im Drahtwalzwerk in Donawitz realisiert. Weitere wichtige Beiträge leistete er etwa für das Rohrwalzwerk der voestalpine in Kindberg, die Böhler Schmiedetechnik GmbH (heute: voestalpine BÖHLER Aerospace GmbH & Co KG) in Kapfenberg oder das Mehrlinienwalzwerk der Böhler Edelstahl GmbH & Co KG (ebenfalls in Kapfenberg) und hatte damit einen wesentlichen Anteil an den großen Erfolgen der österreichischen Stahlindustrie in den vergangenen Jahrzehnten. In den Jahren 1992 bis 1995 war Buchmayr zudem Mitglied des Gesellschafterausschusses der Böhler Schmiedetechnik GmbH. Ab 2009 war er Board-Mitglied des Materials Center Leoben, war ab 2000 im wissenschaftlichen Beirat der Böhler-Uddeholm AG (BUAG) und ASMET-Vorstandsmitglied und zeigte sich für diverse Evaluierungstätigkeiten für die Österreichische Forschungsförderungsgesellschaft (FFG), das Bundesministerium für Verkehr, Innovation und Technologie (BMVIT) und die Christian Doppler Forschungsgesellschaft (CDG) verantwortlich.

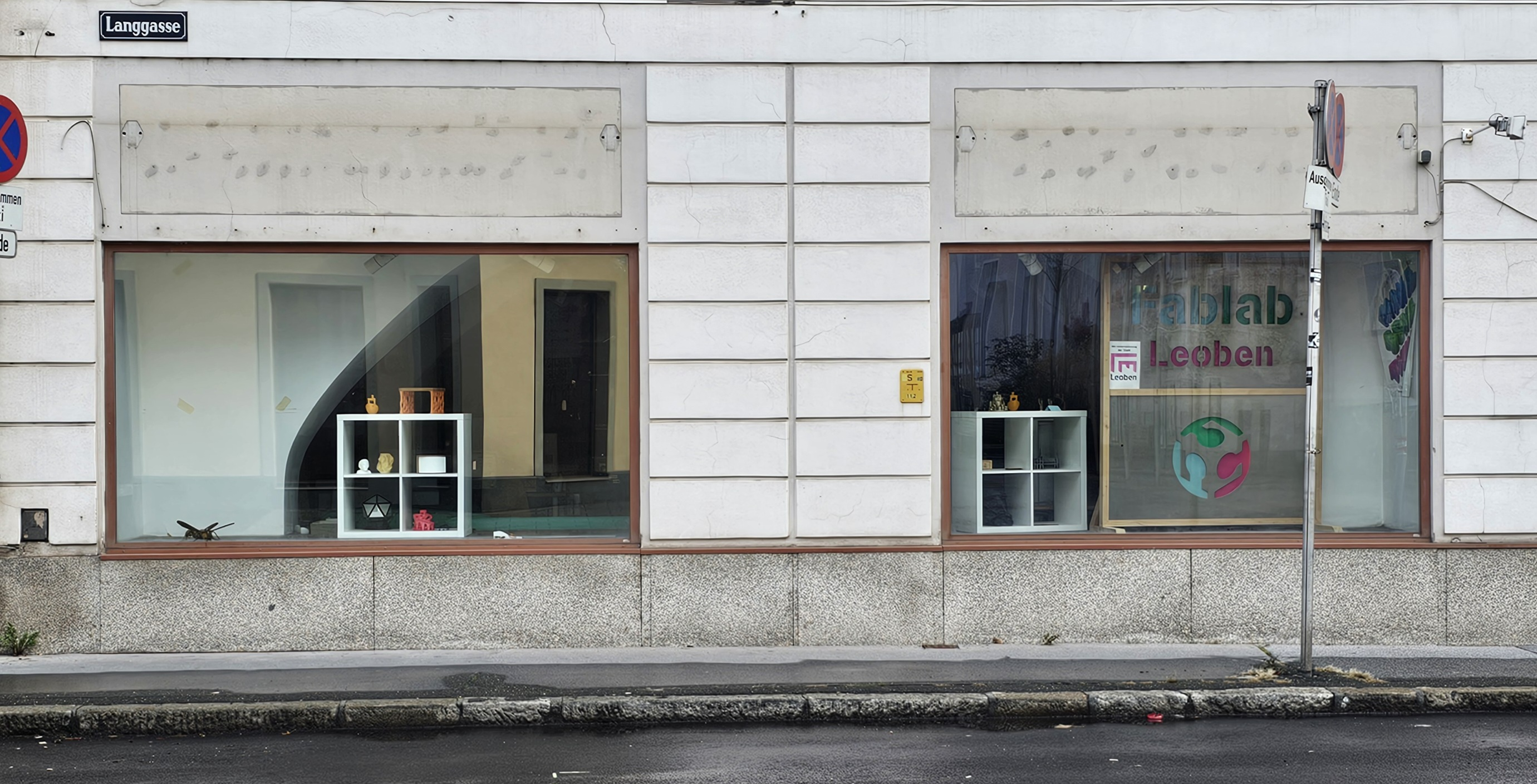
Das von Bruno Buchmayr initiierte FabLab Leoben. (2024)

Um das Jahr 2015 war Buchmayr ein Initiator für die Gründung des sogenannten FabLab Leoben, einer für Privatpersonen offene Werkstätte für moderne Fertigung, verantwortlich. Im Fabrikationslabor am Standort Langgasse 11 im Zentrum von Leoben werden seitdem Privatpersonen moderne Geräte wie 3D-Drucker, PCs, CAD-Software, Lasercutter, CNC-Maschinen oder auch ein Elektroniklabor zur Verfügung stellt. Ebenso mitverantwortlich zeigte er sich bei dem von 1. April 2017 bis 30. September 2019 laufenden und von der FFG geförderten Projekt Kids4Material – Kinder von heute sind die Forschenden von morgen. Außerdem machte sich Buchmayr in der Forschung für den Spitzensport verdient. Durch spezielle Materialverbesserungen konnten durch seinen Einsatz für den Österreichischen Rodelverband wichtige Beiträge zum Sieg bei den Rennrodel-Weltmeisterschaften 2017 in Innsbruck oder zum Sieg bei den Olympischen Winterspielen 2018 in Pyeongchang geleistet werden. Für seine Leistungen für den österreichischen Rennrodelsport wurde Buchmayr am 2. Februar 2017 von der Kleinen Zeitung zum Steirer des Tages gewählt.
Mit Erreichen des 65. Lebensjahres wurde Buchmayr in den Ruhestand versetzt; sein Nachfolger als Leiter des Lehrstuhls für Umformtechnik wurde Martin Stockinger.

## Ehrungen
Im Laufe seines Lebens wurde Buchmayr vielfach geehrt und mit Preisen bedacht. Für seine wissenschaftlichen Leistungen erhielt er unter anderem den Hans-Malzacher-Preis der EHÖ (ASMET), den Professor-Masubuchi-Shinsho-Corporation-Award der American Society for Welding (1994) oder den Franz-Leitner-Preis der EHÖ (ASMET). Des Weiteren war er ASM European Lecturer, ein Fellow of the American Society of Materials (seit 2003) und Träger des Forschungspreises des Landes Steiermark des Jahres 1998.
2019 wurde Buchmayr für seine Verdienste mit dem Goldenen Ehrenzeichen der Stadt Leoben ausgezeichnet. Bei der gleichen Verleihung wurde mit Herbert Hiebler ein weiterer ehemaliger Universitätsprofessor der Montanuniversität Leoben mit einem Goldenen Ehrenzeichen bedacht.

## Privates
Im April 1981 heiratete er die aus Eisenerz stammende und zum damaligen Zeitpunkt in Stainach lebende Hauptschullehrerin Gabriele „Gabi“ Müller, mit der er die drei Kinder Birgit (* 1982), Michi (* 1983) und Martin (* 1987) hatte.
Am 8. Februar 2021 starb Bruno Buchmayr im Alter von 66 Jahren in seiner Heimatstadt an den Folgen einer COVID-19-Erkrankung. Zum Zeitpunkt seines Todes war Buchmayr vierfacher Großvater. Seine Verabschiedung mit dem heiligen Requiem fand am 15. Februar 2021 in der Stadtpfarrkirche Leoben-St. Xaver statt.